# Джейкобс, Дэнни (актёр)
Дэ́нни Дже́йкобс (англ. Danny Jacobs; род. 7 июля 1968, Детройт, Мичиган) — американский актёр озвучивания, гораздо менее известен как актёр театра, кино и телевидения, певец и комик. Наиболее запомнился зрителю озвучиванием короля Джулиана во франшизе «Мадагаскар» (2008 — н. в., кроме первого мультфильма).

## Биография
Дэниел Чарльз Джейкобс-младший родился 7 июля 1968 года в Детройте (штат Мичиган, США). Его отца звали Дэнни Джейкобс-старший, он умер в 2011 году; будущий актёр был шестым из семи детей в семье. Дэниел окончил католическую старшую школу. После этого он два года проучился в бизнес-школе при Университете Уэйна. В 1988 году Дэниел перевёлся в Аризонский университет, который окончил по специальности «музыкальный театр».
После окончания обучения Джейкобс гастролировал по стране, играя в небольших театрах; несколько раз принимал участие в озвучивании рекламных роликов для таких крупных корпораций как Blockbuster LLC, Anheuser-Busch brands, Ally Financial, KFC. С 1999 года Джейкобс начал сниматься для кино и телевидения: в течение этого года он появился «вживую» в двух кинофильмах, одном телефильме, а также принял участие в озвучивании пяти эпизодов мультсериала «Футурама». Однако после этого дебюта последовала пауза в семь лет, и лишь с 2006 года Джейкобс регулярно озвучивает мультфильмы, мультсериалы и компьютерные игры, реже снимается в кино- и телефильмах, телесериалах.
В 2003 году Джейкобс провёл турне по стране под названием «Тройное эспрессо: Сильно-кофеиновая комедия». С 2008 года актёр озвучивает короля Джулиана во франшизе «Мадагаскар», заменив на этом посту известного актёра Сашу Барона Коэна.

## Награды и номинации
С полным списком кинематографических наград и номинаций Дэнни Джейкобса можно ознакомиться на сайте IMDb.
- 2010[англ.] — премия «Энни» в категории «Лучшее озвучивание на телевидении» за роль в мультфильме «Рождественский Мадагаскар» — номинация[3].
- 2011[англ.] — Дневная премия «Эмми» в категории «Лучший актёр в анимационной программе» за роль в мультсериале «Пингвины из Мадагаскара» — победа.
- 2015[англ.] — Дневная премия «Эмми» в категории «Лучший актёр в анимационной программе» за роль в мультсериале «Да здравствует король Джулиан» — победа.
- 2016[англ.] — Дневная премия «Эмми» в категории «Лучший актёр в анимационной программе» за роль в мультсериале «Да здравствует король Джулиан» — номинация.
- 2017[англ.] — Дневная премия «Эмми» в категории «Лучший актёр в анимационной программе» за роль в мультсериале «Да здравствует король Джулиан» — номинация.

## Роли в театрах
- 1993 — «Большая разница» / The Vast Difference — Чико Фернандес (театр «Пурпурная роза»)
- 1996—1997 — «Тварь на Луне» / Beast on the Moon — Арам (театры Мичигана, Флориды и Висконсина)

## Избранная фильмография

### Озвучивание
Мультфильмы и мультсериалы
- 1999 — Футурама / Futurama — второстепенные персонажи (в 5 эпизодах[4], в титрах не указан)
- 1999 — Олайв[англ.] / Olive, the Other Reindeer — исполнение песни Merry Christmas, After All
- 2008 — Мадагаскар 2 / Madagascar: Escape 2 Africa — турист в футболке с изображением Нью-Йорка
- 2008—2015 — Пингвины из Мадагаскара / The Penguins of Madagascar — король Джулиан / Рой / доставщик / прочие персонажи (в 78 эпизодах)
- 2009 — Рождественский Мадагаскар / Merry Madagascar — король Джулиан
- 2009, 2011—2013 — Финес и Ферб / Phineas and Ferb — второстепенные персонажи (в 8 эпизодах)
- 2011 — Бэтмен: Год первый / Batman: Year One — адвокат Флэсса
- 2012 — Бен-10: Инопланетная сверхсила / Ben 10: Ultimate Alien — капитан / полицейский-посыльный / доктор Первис (в эпизоде Catch a Falling Star[англ.])
- 2012 — Лига Справедливости: Гибель / Justice League: Doom — агент Портер
- 2012 — Мадагаскар 3 / Madagascar 3: Europe's Most Wanted — крупье / хозяин цирка
- 2012—2013 — Бэтмен: Возвращение Тёмного рыцаря / Batman: The Dark Knight Returns — Меркел
- 2012—2013 — Черепашки-ниндзя / Teenage Mutant Ninja Turtles — Змей / Сорняк / рабочий (в 3 эпизодах 1-го сезона)
- 2013 — Страстный Мадагаскар / Madly Madagascar — король Джулиан
- 2013 — Лига Справедливости: Парадокс источника конфликта / Justice League: The Flashpoint Paradox — Шулер[англ.] / Капитан Холод
- 2014 — Юные титаны, вперёд! / Teen Titans Go! — Джордж Вашингтон (в эпизоде Money Grandma)
- 2014 — Пингвины Мадагаскара / Penguins of Madagascar — король Джулиан / исполнение песни Afro Circus / I Like To Move It
- 2014—2017 — Да здравствует король Джулиан / All Hail King Julien — король Джулиан / Панчо / олешек (в 65 эпизодах[англ.])
- 2015 — Свин, Коза, Банан и Сверчок[англ.] / Pig Goat Banana Cricket — разные роли (в 2 эпизодах)
- 2015, 2017 — Будь классным, Скуби-Ду! / Be Cool, Scooby-Doo! — Ларс Хармон / Сорванец — клоун-убийца / Каспер Косгуд (в 2 эпизодах)
- 2015—2018 — Майлз с другой планеты[англ.] / Miles from Tomorrowland — разные персонажи (в 44 эпизодах[англ.])
- 2016 — Трансформеры: Роботы под прикрытием / Transformers: Robots in Disguise — Брат Гюнтер (в эпизоде Pretzel Logic)
- 2016 — Совершенный Человек-паук / Ultimate Spider-Man — Барон Мордо / вампир / человек (в 2 эпизодах)
- 2016 — Мстители, общий сбор! / Avengers Assemble — Генрих Земо (в эпизоде The House of Zemo)
- 2016 — Шоу мистера Пибоди и Шермана[англ.] / The Mr. Peabody & Sherman Show — Энрико Карузо (в эпизоде Telethon/Enrico Caruso[англ.])
- 2016—2017 — Лего Звёздные войны: Приключения изобретателей[англ.] / Lego Star Wars: The Freemaker Adventures — Раам / Йеппау (в 8 эпизодах)
- 2018 — Яблоко и Лук[англ.] / Apple & Onion — разные роли (в 3 эпизодах)
- 2018 — Лего Звёздные войны: Все звёзды / Lego Star Wars: All-Stars — Раам / Йеппау / лейтенант Мунду / Зрадка (в 3 эпизодах)
- 2018—2019 — Мизинец Малинки[англ.] / Pinky Malinky — разные роли (в 27 эпизодах)

Игры
- 2008 — White Knight Chronicles[англ.] — Наназель
- 2008 — Madagascar: Escape 2 Africa — король Джулиан[англ.]
- 2009 — The Godfather II — Хаймен Рот
- 2009 — Batman: Arkham Asylum — Виктор Зас / Фрэнк Боулс / Роберт Стирлинг / другие персонажи
- 2009 — Madagascar Kartz[англ.] — король Джулиан
- 2010 — White Knight Chronicles II[англ.] — Наназель
- 2010 — Ninety-Nine Nights II[англ.] — маг / эльф-солдат / селянин
- 2010 — Tom Clancy’s H.A.W.X. 2 — второстепенные персонажи
- 2010 — Marvel Super Hero Squad: The Infinity Gauntlet[англ.] — жуки Аннигилуса
- 2011 — The Penguins of Madagascar: Dr. Blowhole Returns – Again![англ.] — король Джулиан
- 2011 — Batman: Arkham City — Виктор Зас
- 2012 — Madagascar 3: The Video Game — король Джулиан / Стефано
- 2015 — Batman: Arkham Knight — Виктор Зас (сцены удалены)
- 2016 — Dishonored 2 — аристократ
- 2017 — Dishonored: Death of the Outsider — аристократы

### Широкий экран
Кроме озвучивания
- 2007 — Очень эпическое кино / Epic Movie — Борат / пират с повязкой на глазу

### Телевидение
Кроме озвучивания
- 2007 — Безумцы / Mad Men — Йорам Бен Шулхай (в эпизоде Babylon)

### Сразу-на-видео
Кроме озвучивания
- 2011 — Хостел 3 / Hostel: Part III — средневосточный таксист